# Медаль Брауера
Меда́ль Бра́уера (англ. Brouwer Medal, нід. Brouwermedaille) — спільна наукова нагорода від Нідерландського математичного товариства і Нідерландської королівської академії наук, названа на честь нідерландського філософа і математика Лейтзена Брауера. Медаль вручається раз на три роки на щорічному з'їзді Товариства присвяченому одній з галузей математики. На врученні медалі лауреат читає лекцію у своїй галузі знань для широкої аудиторії математиків. Медаль була золотою, але через економічні труднощі у 2011 році вона була виготовлена із срібла з позолотою.

## Лауреати нагороди
- 1970 — Рене Том
- 1973 — Абрагам Робінсон[en]
- 1978 — Арман Борель[en]
- 1981 — Гаррі Кестен[en]
- 1984 — Юрген Мозер
- 1987 — Юрій Іванович Манін
- 1990 — Волтер Мюррей Вонгем[en]
- 1993 — Ласло Ловас
- 1996 — Вольфганг Гакбуш[en]
- 1999 — Джордж Люстиґ[4]
- 2002 — Майкл Айзенман[en][5]
- 2005 — Люсьєн Бірже[de][6]
- 2008 — Філіпп Гріффітс[en][7][8][9]
- 2011 — Кім Плофкер[en][10]
- 2014 — Джон Норман Мазер[en][11]
- 2017 — Кен Райбет[en]
- 2020 — Девід Алдоус[en][12]
- 2023 — Ева Тардош[13].